# Centrophantes crosbyi
Espèce
Synonymes
- Centromerus crosbyi Fage & Kratochvíl, 1933

Centrophantes crosbyi est une espèce d'araignées aranéomorphes de la famille des Linyphiidae.

## Distribution
Cette espèce est endémique de Slovénie. Elle se rencontre dans la grotte de Postojna.

## Publication originale
- Fage & Kratochvíl, 1933 : Une araignée cavernicole nouvelle de la province de Trieste, Centromerus crosbyi, n. sp. Bulletin de la Société Entomologique de France, vol. 38, p. 171-173.